# Phyllotopsidaceae
Phyllotopsidaceae is een botanische naam van een familie van schimmels. Het typegeslacht is Phyllotopsis. De familie is ontstaan als resultaat van moleculair onderzoek, gebaseerd op cladistische analyse van DNA-sequenties.